# Jaroslav Lukavský (malíř)
Jaroslav Lukavský (11. března 1924, Praha – 12. prosince 1984, tamtéž) byl český akademický malíř, ilustrátor a grafik.

## Život
Jaroslav Lukařský se narodil v Praze, ale dětství prožil v Děvínské Nové Vsi (nyní součást Bratislavy). Roku 1938 se s rodiči vrátil do Čech. Studoval na Akademii výtvarných umění ve Vídni (Akademie der bildenden Künste) a od roku 1942 na Státní grafické škole v Praze. Roku 1943 musel studium přerušit, protože byl totálně nasazen, nejprve v Berlíně a pak v Ústí nad Labem. Po skončení války studoval v letech 1945–1950 na Akademii výtvarných umění v Praze pod vedením profesora Vladimíra Silovského. V letech 1950–1951 pak absolvoval soukromé studium písma a xylografie u Oldřicha Menharta.
Ve své tvorbě se věnoval zejména dřevorytu a dřevořezu a postupem času se stal v tomto oboru jedním z nejuznávanějších umělců. Inspiraci ke svým dílům nacházel ve svém vztahu k přírodě, zejména k vysokohorské z Vysokých Tater. Zabýval se též volnou a užitou grafikou. Od roku 1952 působil v organizaci Československých výtvarných umělců a účastnil se celostátních přehlídek soudobého výtvarného umění. V roce 1954 se stal členem SČUG Hollar (Spolek českých umělců grafiků). Byl také členem Spolku českých bibliofilů a spolupracoval na bibliofilských tiscích. V letech 1981–1984 působil v Armádním výtvarném studiu. Zúčastnil se mnoha mezinárodních výstav (Amsterdam, Londýn, Barcelona, Helsinky, Berlín, Moskva a další).
Jeho jméno je rovněž spojováno s tvorbou poštovních známek (v letech 1966–1973 získal několikrát první cenu za nejlepší československou známku), s návrhy československých bankovek a s knižními ilustracemi.

## Z knižních ilustrací

### Česká literatura
- Václav Cibula: Tatry mého srdce (1963).
- Jan Kozák: Čapí hnízdo (1981).
- Miloš Václav Kratochvíl: Komediant (1962).
- Arno Kraus (mladší): Já, jeden z vás (1982).
- Jan Neruda: Domov a svět (1957).
- Josef Sekera: Děti z hliněné vesnice (1969).
- Josef Sekera: Vinaři (1967).
- Donát Šajner: Takový nádherný kus cesty (1975).
- Vlastislav Toman: Příchod bohů (1966).
- Arnošt Vaněček: Černá labuť (1947).

### Světová literatura
- Barbara Bartosová-Höppnerová: Pozor - laviny! (1972).
- Alexandr Romanovič Běljajev: Skok do prázdna (1961).
- Alexandr Čakovskij: Blokáda (1983).
- Charles Dickens: Zvony novoroční (1948).
- Pierre Gamarra: Dobrodružství opeřeného hada (1964).
- Heinrich von Kleist: Michael Kohlhaas (1960).
- Stanislaw Lem: Návrat z hvězd (1962).
- Simone Martin-Chauffierová: Ten druhý jsem já (1963).
- Guy de Maupassant: Přízraky (1948).
- Farley Mowat: Hadí spirála (1968).
- Sóseki Nacume: Deset snů (1955).
- Antoine de Saint-Exupéry: Kurýr na jih; Noční let; Válečný pilot; Dopis rukojmímu (1968).
- Ernest Thompson Seton: Rolf zálesák (1969).
- Jules Verne: Škola robinsonů (1974).